# سس مورنی
سس مورنی (به انگلیسی: Mornay sauce) نوعی سس سفید یا سس بشامل است که مخلوطی از پنیرهای معمولاً پارمسان و پنیر سوئیسی را به آن اضافه کرده‌اند. همچنین برای غنای بیشتر این سس ممکن است به آن خامه و یا زردهٔ تخم‌مرغ نیز بیفزایند. سس مورنی را با مرغ، تخم‌مرغ، سبزیجات، صدف و ماهی سرو می‌نمایند.